# Ramal A11 del Ferrocarril Belgrano
El Ramal A11 pertenecía al Ferrocarril General Belgrano, Argentina.

## Ubicación
Se hallaba enteramente en la provincia de Córdoba. Atravesaba por los departamentos Río Primero y San Justo.

## Características
Era un ramal de la red de trocha angosta del Ferrocarril General Belgrano, cuya extensión era de 39 km entre las cabeceras Villa Santa Rosa y Tránsito. Gran parte de sus vías se encuentran desmanteladas y abandonadas. Sólo se encuentran útiles las vías en Tránsito, por la cual corren trenes de carga de la empresa estatal Trenes Argentinos Cargas.